# António José de Paula

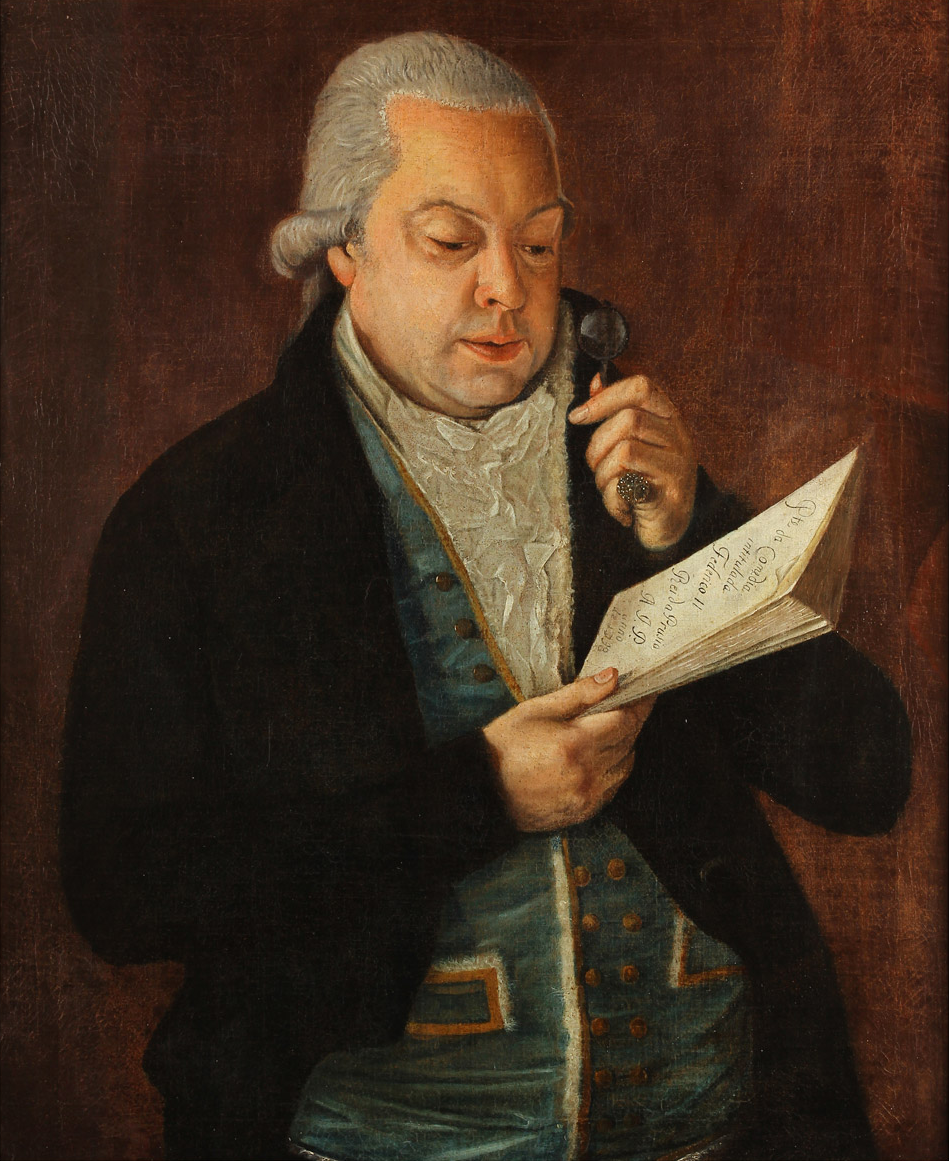
Retrato do actor António José de Paula, pelo Morgado de Setúbal

António José de Paula (antes de 1738 – Lisboa, 24 de Maio de 1803) foi um actor, autor, e tradutor português que chegou a ser empresário em vários teatros de Lisboa, mas também no resto do país. É especialmente recordado por ter sido o primeiro actor e empresário português a exercer actividade no Brasil, e por ter impulsionado a abolição da proibição das mulheres actuarem. Paula viveu um período de sucesso profissional, que coincidiu com a consolidação das artes cénicas como prática cultural e social em Portugal.

## Biografia
Ignora-se ao certo a sua naturalidade e data de nascimento. Teófilo Braga dá-o como cabo-verdiano; já Inocêncio Francisco da Silva afirma que "muitos o supunham natural do Brasil" mas que o próprio António José de Paula declarara, no prólogo de uma obra inédita, "ser nascido em uma das ilhas portuguesas". A sua passagem pela Madeira em 1778-1780, e a sua ligação afectiva à ilha podem apontar no sentido de uma possível origem funchalense, embora não haja dados que o corroborem. É mais seguro afirmar, contudo, que terá nascido antes de 1738, por se conhecer um contrato assinado por si em 1763 (sabendo-se que os solteiros menores de 25 anos necessitariam de um curador em actos legais, o que não se verifica).
As quatro décadas de vida profissional de António José de Paula iniciam-se provavelmente em Lisboa, onde se estabeleceu. Parece que, para Paula, o teatro terá sido uma vocação desde o início por não se lhe conhecerem outras profissões anteriores, o que é pouco comum tendo em conta que não era, na altura, uma actividade socialmente respeitada. Não se conhece a data de estreia de Paula como actor, se bem que o primeiro contrato de que há informação coloca-o no Teatro do Bairro Alto na temporada 1763/1764 (com início no dia de Páscoa de 1763 e término no Entrudo de 1764, perfazendo um total de 136 récitas), no Palácio do Conde de Soure, na freguesia das Mercês. É provável que, por esta altura, Paula tenha interpretado o selvagem Zadir, amante de Delmira, ou um dos capitães portugueses, n'A Bela Selvagem de Carlo Goldoni. Na temporada seguinte, 1764/1765, Paula terá representado nas seguintes peças do repertório: O Criado Astucioso, Codro Múcio Romano, O Lavrador Honrado de Calderón de la Barca, Córdova Restaurada ou Amor da Pátria de Pietro Chiari, O Médico Holandês e A Dalmatina, ambas de Goldoni.
Não se tem a certeza de quando António José de Paula se terá estreado enquanto dramaturgo, mas as primeira documentação nesse sentido data de 1769, quando há registos na Real Mesa Censória de que requeriu pedidos de impressão de algumas comédias de produção sua. A 22 de Maio de 1769, a Real Mesa Censória manda suprimir a sua comédia Os Extravagantes, e semelhante destino têm as três outras suas comédias desse ano: Lances de Valor e Zelos, O Pai Confundido, e A Italiana em Lisboa. Em 1770, há pela primeira vez notícia de que António José de Paula tenha granjeado o estatuto de autor representado, com a comédia O Vilão Enfatuado. Por altura da temporada de 1774/1775, Paula é responsável, ora como autor ou tradutor, por já mais de um terço do repertório do Teatro do Bairro Alto. Algures entre 1771 e 1775, há ainda notícia de que Paula tenha passado pelo Teatro da Graça, por altura em que este foi incorporado na Sociedade para a Subsistência dos Teatros Públicos da Corte, que já administrava o Teatro do Bairro Alto.
Entre 1776 e 1777 não há qualquer registo de António José de Paula nem da sua actividade. Não será displicente notar que este período coincide com uma altura em que todos os espectáculos foram proibidos, primeiro por doença do rei D. José I e, depois, por seu falecimento. É possível que Paula tenha abandonado a capital em busca de um local onde pudesse exercer a sua profissão.
Em 1778, Paula assina em Lisboa um contrato com Joaquim Gomes da Silva, procurador de José Rodrigues Pereira e Miguel dos
Santos Coimbra, homens de negócios e empresários do Teatro da Ilha da Madeira (o chamado Teatro Grande, no Funchal), para lá exercer funções de 1.º galã, ensaiador, e autor. A companhia, encabeçada por Paula, terá sido certamente das primeiras a trabalhar a tempo inteiro no teatro.

### No Brasil
Na década de 1780, o teatro atravessa um período conturbado em Portugal: a rainha D. Maria I, movida por fervor religioso, proíbe que as mulheres representem, ordena que as representações teatrais sejam feitas exclusivamente por intermédio de fantoches e bonecos, e reestrutura o processo censório. Chegam mesmo a prender-se, por ordem expressa da rainha, cómicos dos Teatros da Rua dos Condes e do Salitre, por "escandalosas transgressões das leis divinas e humanas". Para além disso, há sucessivos decretos que interditam as representações teatrais após a morte de D. Pedro III a 25 de Maio de 1786. Dentre outras razões, terá sido este o motivo que terá levado Paula a procurar realização profissional no Brasil, onde começava a surgir uma classe produtora e apreciadora de cultura, com o nascimento de várias arcádias, academias literárias, e os primeiros teatros de representações amadoras. No Brasil, embora vigorassem as mesmas restrições e proibições da metrópole, estas não eram acatadas com o mesmo rigor.
Quando António José de Paula chega à colónia, antes de 1787, provavelmente acompanhado da sua companhia teatral, acaba por lá realizar as primeiras exibições de elencos profissionais. Não obstante, é difícil reconstituir este período devido ao facto da documentação da actividade teatral brasileira no final do século XVIII ser muito escassa e precária, mas sabe-se que terá passado pelo Rio de Janeiro, Salvador da Bahia (1787 a 1788), Recife e Pernambuco (1789 a 1790). Desta sua digressão, Paula regressa à metrópole entre 1790 e 1792.

### De volta a Portugal
Regressado do Brasil, António José de Paula passa a residir em Setúbal e, em 1792, retoma a sua actividade teatral em Portugal, no
Teatro do Salitre, em Lisboa. Paula assina uma escritura de sociedade para exploração do Teatro do Salitre com o proprietário António Gomes Varela; por volta dessa mesma altura, Francisco António Lodi, que era empresário do Teatro da Rua dos Condes, acaba com as apresentações de espectáculos em português nesse teatro. O Teatro do Salitre, explorado por Paula, passa a ser o único onde se apresentam os cómicos portugueses.
Após ter sido encerrado por alegadamente ter falta de condições em Setembro de 1792, é concedida licença de reabertura ao Teatro do Salitre a 2 de Novembro desse mesmo ano. A temporada que se seguiu, 1793/1794 é marcada pela representação de Frederico II, Rei da Prússia de Luciano Comella, traduzidos por Paula que é também o protagonista; dá-se no entanto uma altercação entre Paula e os empresários do Teatro de São Carlos, que pretendiam apresentar uma tradução de Félix Moreno de Monroy da mesma obra de Comella. Paula não só conseguiu apresentar a sua peça e publicá-la, como obteve um estrondoso sucesso: o Frederico II torna-se na obra e personagem emblemática de Paula (no retrato de Paula que fez o Morgado de Setúbal, é este o manuscrito que o actor segura na mão; Bocage refere-se-lhe num soneto intitulado "A António José de Paula, cómico e director do teatro do Salitre"). Outro motivo do sucesso do Teatro do Salitre, nesta altura, foi o facto singular de apresentar récitas com artistas femininas, o que aumentava exponencialmente a afluência de público.

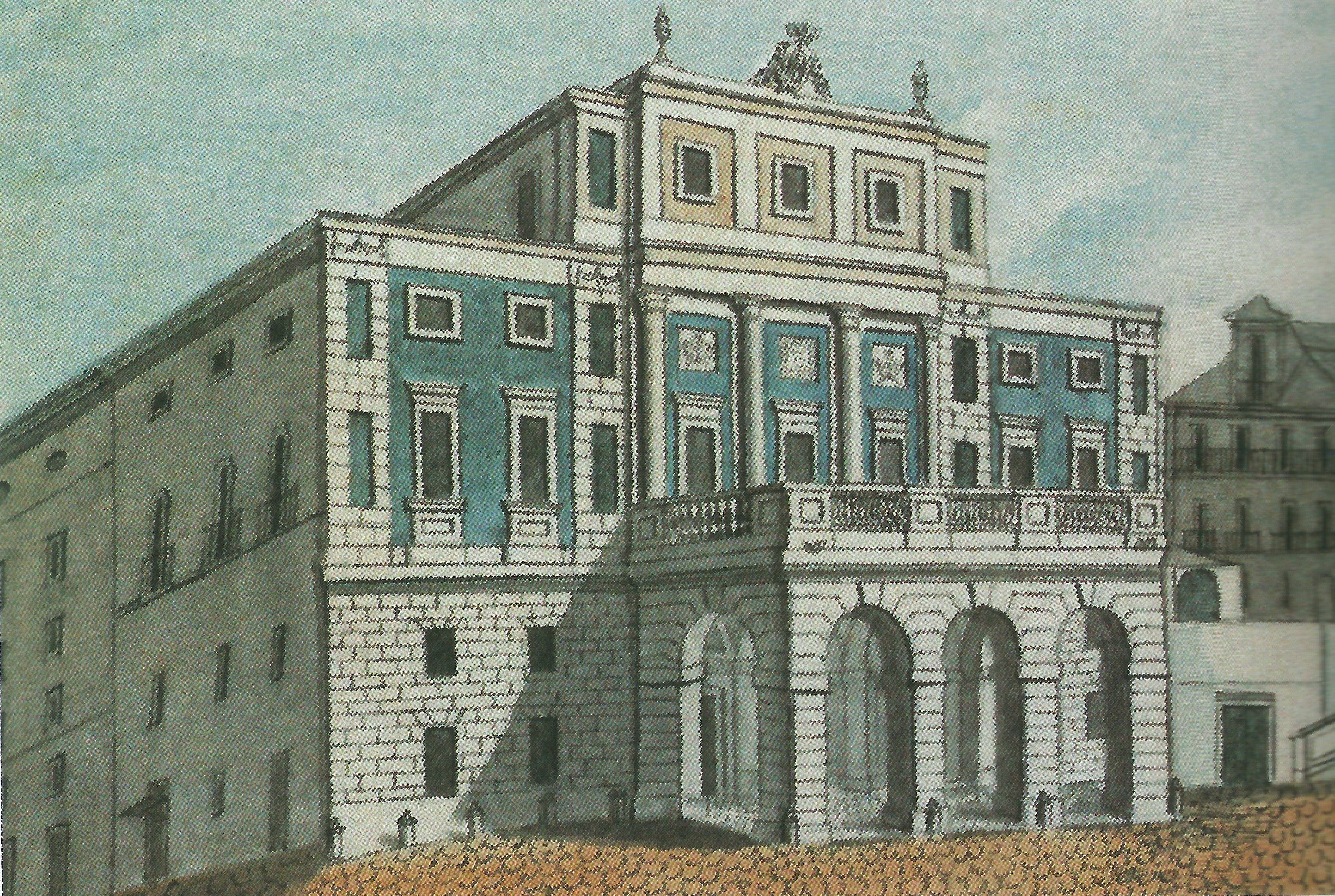
O Theatro Real de São Carlos durante a primeira metade do século XIX.

Por volta de 1796, António José de Paula exerce já as funções de primeiro actor do Real Teatro de São Carlos. Em data indeterminada, Paula assume parte da administração do Teatro de São Carlos e, talvez, a direcção da Companhia de Actores Nacionais ou de Cómicos Portugueses, que ali se fixou entre 1796 e 1798. Para além da programação regular, António José de Paula e os restantes actores da distinta companhia, actuam em momentos específicos do calendário festivo da família real, caso dos aniversários do Príncipe Regente D. João (13 de Maio de 1796 e 1797), da Princesa D. Carlota Joaquina (25 de Abril de 1797), e da Infanta D. Maria Teresa (29 de Abril de 1797), nos quais os actores recitaram elogios à realeza.
Em 1799, António José de Paula constitui com José Marques Pessoa uma sociedade para explorar novamente o Teatro do Salitre. Para além da apresentação de comédias e dramas portugueses, o Salitre é também palco de festividades oficiais, como quando D. João é oficialmente aclamado Príncipe Regente (22 de Julho de 1799), em que Paula foi solicitado que organizasse, para além do elogio da praxe, um concerto de música instrumental interpretado pela rabequista e soprano Luísa Gerbini.
A Companhia de António José de Paula passa para o Teatro da Rua dos Condes desde 1799 e Paula aí permanece até ao final dos seus dias. Perto do final da temporada, a 4 de Janeiro de 1800, é emitida uma ordem de prisão com o nome de António José de Paula, devido ao teor imoral de um dos espectáculos apresentados, em que havia um ataque às classes privilegiadas. Apesar de parecer um caso grave, o facto de não haverem mais notícias referentes à prisão de Paula, nem a requerimentos para sair da cadeia, leva a crer que a ordem de prisão não se concretizou, tendo o espectáculo em cena simplesmente sido substituído por outro.
Segue-se um período de prosperidade no Teatro da Rua dos Condes; todavia, a presença de actrizes em palco terá dado azo a que fossem expostas cenas consideradas indecentes, surgindo queixas nesse sentido na Intendência Geral da Polícia. As suspensões temporárias e
proibições de peças ou corte de cenas — sempre à última hora e consideradas, já na altura, como meras manifestações de poder do Intendente Pina Manique — ocorriam ocasionalmente; a título de exemplo, no início de Fevereiro de 1802, a Intendência ordena o corte de "algumas obscenidades" da peça O Criado Astucioso, o que motiva a que o público faça desacatos e injurie o Inspector dos Teatros.
A 6 de Fevereiro de 1803 morre João Anacleto, actor, empresário, e companheiro de longa data de António José de Paula. O impacto do acontecimento leva Paula a antecipar a própria morte, lavrando o seu testamento na vila de Setúbal, a 16 de Fevereiro. A 24 de Maio de 1803, António José de Paula morre, vítima de apoplexia, nas suas casas no complexo do Teatro da Rua dos Condes, em Lisboa, na freguesia de São José, e é sepultado na Igreja de São José.